# Microsoft Dynamics NAV
Microsoft Dynamics NAV  est un progiciel de gestion intégré, composant de Microsoft Dynamics, conçu pour les PME-PMI internationales et les filiales de grands groupes. Il permet de gérer l’ensemble des processus de l’entreprise : commerce & marketing, achats, production, logistique et distribution, gestion de projets, services client, gestion financière. Il y a aujourd'hui plus de 100 000 installations de Microsoft Dynamics NAV et plus d'un million d'utilisateurs dans le monde.[réf. nécessaire]

## Historique
En 2000, la société danoise Navision Software A/S (fondée en 1984), créatrice du logiciel Navision, fusionnait avec un autre acteur du logiciel danois, Damgaard A/S (fondée en 1983), pour former NavisionDamgaard A/S. Plus tard, cette société prit Navision A/S pour nouveau nom.
Le 11 juillet 2002, Microsoft a acheté Navision A/S. En septembre 2005, Microsoft renommait son logiciel 
Navision en Microsoft Dynamics Nav. Microsoft Dynamics NAV 4.0 est sorti en octobre 2004. A suivi Microsoft  Dynamics NAV 5.0 en 2007.
Le produit a connu plusieurs changements de nom depuis son nom original Navision. 
Les noms "Navision Financials", "Navision Attain", "Microsoft Business Solutions Navision Edition", "Microsoft Dynamics NAV" et son nom actuel "Microsoft Dynamics 365 Business Central ».

## Fonctionnalités
Depuis sa version NAV2013, Microsoft propose deux éditions de Dynamics NAV : Starter Pack et Extended Pack. 
L'édition Starter Pack inclut un ensemble de fonctionnalités destiné à la gestion commerciale, la gestion financière, la gestion de la chaîne logistique et des outils de décisionnel et reporting.
L'édition Extended Pack propose, en plus de l’édition Starter Pack, des fonctionnalités de gestion avancées pour les domaines de la Finance, de la Production, de la Chaîne logistique et de la Gestion de la Relation Client. L'édition Extended Pack intègre également des fonctionnalités avancées en matière de décisionnel et de reporting. 
Via l'existence de près de 65 localisations et d'un vaste réseau de partenaires NAV à travers le monde (près de 140 pays couverts), Microsoft Dynamics NAV permet également de gérer simplement les besoins réglementaires légaux et fiscaux locaux des filiales d'un groupe international ou d'une entreprise multi-pays. Depuis la version NAV2013, la solution est disponible en mode souscription, c'est-à-dire en facturation à l'usage (tarif par mois et par utilisateur), permettant une plus grande flexibilité de la solution. Couplé à la solution d'hébergement Cloud Microsoft Azure, NAV2013, NAV2015 et NAV2016 sont ainsi disponibles en véritable mode SaaS (Software as a Service), avec une facturation à l'usage (par mois et par utilisateur) sans engagement. 
La dernière version de l'ERP Dynamics NAV, la version NAV2017, intègre un ensemble de fonctionnalités orientés mobilité : Client Web, client Tablettes et Client Smartphones (sous Android, Apple iOS et Windows).
L'interopérabilité de Dynamics NAV2017 avec la suite Office365 (et ses composants) est également optimisée, tant au niveau de Word et Excel, que de Sharepoint, Exchange ou PowerBI.

## Avenir
À l’origine, Microsoft prévoyait de développer entièrement un nouvel ERP (Project Green) mais l’éditeur a finalement décidé de poursuivre l’évolution de l’ensemble de ses systèmes ERP (Dynamics AX, Dynamics NAV, Dynamics GP et Dynamics SL). Les quatre ERP continueront à évoluer sur leur marchés et cibles respectives avec leurs propres plateformes historiques. La tendance de fond des futures versions de Dynamics NAV est une orientation vers les applications et l'international.